# 露脊鲸科
露脊鲸科（学名：Balaenidae）是鲸下目须鲸小目下的一个科。